# Alogliptin
Alogliptin ist ein antidiabetisch wirksamer Arzneistoff aus der Gruppe der Gliptine zur Behandlung eines Diabetes mellitus vom Typ 2. Es wurde 2013 von der EMA für die Behandlung des Diabetes mellitus Typ 2 zugelassen.

## Eigenschaften
Alogliptin hemmt die Dipeptidylpeptidase 4 (DPP-4) und fördert so die antidiabetischen Effekte der Inkretine. Die therapeutische Wirksamkeit von Alogliptin entspricht der anderer Hemmer der Dipeptidylpeptidase 4. Im April 2016 warnte die Food and Drug Administration vor einem erhöhten Risiko für Herzversagen nach Einnahme von Alogliptin oder Saxagliptin. Hemmer der Dipeptidylpeptidase 4 können Gelenkschmerzen verursachen. Handelsnamen von Alogliptin sind Nesine und Vipidia. Kombinationspräparate sind Kazano und Vipdomet (beide mit Metformin) sowie Oseni und Incresync (mit Pioglitazon).
Alogliptin besitzt eine hohe Selektivität für die Dipeptidylpeptidase-4 (DPP-4) und zeigt im Vergleich zu anderen Gliptinen eine geringere Hemmung verwandter Enzyme wie DPP-8 und DPP-9. Aufgrund der geringen Metabolisierung erfolgt die Ausscheidung weitgehend unverändert über die Nieren. Die Plasmahalbwertszeit beträgt etwa 21 Stunden, so dass eine einmal tägliche Einnahme ausreichend ist.